# Kingdom (album de Kumi Kōda)
Pour les articles homonymes, voir Kingdom.
Albums de Kumi Kōda
Black Cherry
(2006) Trick
(2009)
Compilations par Kumi Kōda
Best: Bounce and Lovers
(2007)
Singles
Kingdom est le 6e album de Kumi Kōda, sorti sous le label Rhythm Zone le 30 janvier 2008 au Japon. Il atteint la 1re place du classement de l'Oricon. Il se vend à 421 302 exemplaires la première semaine, et reste classé pendant 33 semaines, pour un total de 750 000 exemplaires vendus. Il sort en format CD, CD+DVD et CD+2DVD. Le CD contient 15 chansons, le 1er DVD contient 16 clips, et le 2e DVD contient le Live In Hall de Yokohama Arena.

## Liste des titres
| 1.  | Introduction for Kingdom (album)                    | Kumi Kōda                     | Kumi Kōda                                                        | Mine-chang                                                       | 1:40 |
| 2.  | Last Angel (feat. Tohoshinki (東方神起))            | Kumi Kōda, H.U.B.             | Negin, Ian-Paolo Lira, Thomas Gustafsson                         | Negin, Ian-Paolo Lira, Thomas Gustafsson                         | 3:48 |
| 3.  | Amai Wana (甘い罠)                                  | Kumi Kōda                     | Hiro                                                             | Hiro                                                             | 3:58 |
| 4.  | Himitsu (秘密)                                      | Kumi Kōda                     | Daisuke "D.I" Imai                                               | Daisuke "D.I" Imai                                               | 4:23 |
| 5.  | Ai no Uta (愛のうた)                                | Kumi Kōda, Kosuke Morimoto    | Kosuke Morimoto                                                  | Tomoji Sogawa                                                    | 4:51 |
| 6.  | Anytime                                             | Kumi Kōda                     | Hideya Nakazaki                                                  | Hideya Nakazaki                                                  | 4:09 |
| 7.  | Under                                               | Kumi Kōda                     | Adam Royce, Curtis Richardson, Nyticka Henringway                | Adam Royce, Curtis Richardson, Nyticka Henringway                | 3:39 |
| 8.  | But                                                 | Kumi Kōda                     | Tommy Henriksen                                                  | Tommy Henriksen                                                  | 3:37 |
| 9.  | Koi no Mahō (恋の魔法)                              | Kumi Kōda                     | Yuta Nakano                                                      | h-wonder                                                         | 4:32 |
| 10. | Aishô (愛証)                                        | Kumi Kōda                     | Reika Yuuki                                                      | Masaki Iehara                                                    | 3:52 |
| 11. | Anata ga Shite Kureta Koto (あなたがしてくれたこと) | Kumi Kōda                     | Daisuke Inoue                                                    | Daisuke Inoue                                                    | 4:11 |
| 12. | Wonderland                                          | Kumi Kōda                     | Nao Tanaka                                                       | Nao Tanaka                                                       | 3:27 |
| 13. | Freaky                                              | Kumi Kōda                     | Tommy Henriksen                                                  | Tommy Henriksen                                                  | 3:18 |
| 14. | More                                                | Kumi Kōda                     | Anna-Maria La Spina, Christopher Lee-Joe, Philippe-Marc Anquetil | Anna-Maria La Spina, Christopher Lee-Joe, Philippe-Marc Anquetil | 3:11 |
| 15. | Black Cherry (Bonus track)                          | Kumi Kōda, Daisuke "D.I" Imai | Daisuke "D.I" Imai                                               | Daisuke "D.I" Imai                                               | 2:59 |

| 1.  | Introduction for Kingdom (album)                                                                          |  |  |
| 2.  | Anytime (Album version)                                                                                   |  |  |
| 3.  | Freaky |  |  |
| 4.  | Under |  |  |
| 5.  | Koi no Mahō (恋の魔法)                                                                                    |  |  |
| 6.  | Himitsu (秘密)                                                                                            |  |  |
| 7.  | Ai no Uta (愛のうた) (Album version)                                                                      |  |  |
| 8.  | More |  |  |
| 9.  | Amai Wana (甘い罠)                                                                                        |  |  |
| 10. | Aishô (愛証)                                                                                              |  |  |
| 11. | Anata ga Shite Kureta Koto (あなたがしてくれたこと)                                                       |  |  |
| 12. | Wonderland                                                                                                |  |  |
| 13. | Run for Your Life                                                                                         |  |  |
| 14. | But |  |  |
| 15. | Last Angel (feat. Tohoshinki)                                                                             |  |  |
| 16. | Black Cherry (Live version)                                                                               |  |  |
| 17. | Trailer From Live DVD "Koda Kumi Live Tour 2007 ~Black Cherry~ Special Final in Tokyo Dome" (Bonus Video) |  |  |

| 1.  | Cherry Girl                                                        |  |
| 2.  | But                                                                |  |
| 3.  | Won't Be Long                                                      |  |
| 4.  | Someday                                                            |  |
| 5.  | You                                                                |  |
| 6.  | Hands                                                              |  |
| 7.  | More                                                               |  |
| 8.  | Your Song                                                          |  |
| 9.  | Koi no Tsubomi (恋のつぼみ) (A Cup of Milk Tea Bossa Nova Version) |  |
| 10. | Sweet Love…                                                        |  |
| 11. | WIND                                                               |  |
| 12. | Freaky (Encore1)                                                   |  |
| 13. | Girls (Encore2)                                                    |  |
| 14. | Through the Sky (Encore3)                                          |  |